# فخرية بنكروفتية
فخرية بنكروفتية أو دودة الفيلاريا (بالإنجليزية: Wuchereria bancrofti)‏ هو طفيلي يسبب داء الفيل، وينقل هذا المرض بعوض ناقل. وهو واحد من ثلاث طفيليات تسبب الفلاريا اللمفاوية. وضع اٍسم الطفيلي الاٍنجليزي نسبتا اٍلى أوتو ويشرار وجوزيف بنكروفت.
يوجد 120 مليون مصاب في العالم، بشكل أساسي في أفريقيا، أمريكا الجنوبية وكذلك العديد من البلدان الاٍستوائية وشبه الاستوائية.
اٍذا تركت الاٍصابات دون علاج يمكن أن تتطور اٍلى مرض مزمن يسمى داء الفيل. توجد طرق علاج محدودة لكن لا يوجد حتى الآن لقاح مطور.